# Roadrunners de Phoenix (AMH)
Pour les articles homonymes, voir Roadrunners de Phoenix.
Les Roadrunners de Phoenix sont une franchise professionnelle de hockey sur glace de la Western Hockey League de 1967 à 1974 puis de l'Association mondiale de hockey de 1974 à 1977. Ils jouaient au Arizona Veterans Memorial Coliseum. À la suite de problèmes financiers, la franchise dut arrêter ses activités. Plus tard, d'autres équipes ont repris le même nom.
Les Roadrunners furent la première équipe professionnelle de hockey sur glace en Arizona[réf. nécessaire].

## Histoire

### Western Hockey League
En premier lieu, la franchise avait évolué en Western Hockey League, une ligue professionnelle mineure où se trouvaient également les Canucks de Vancouver. Avant d'être à Phoenix, la franchise s'appelait les Comets de Spokane (1958-1963), les Invaders de Denver (1963-1964) puis les Maples Leafs de Victoria (1964-67). Durant cette période, la franchise termine une fois première de la saison régulière (1964) et remporte le titre une fois (1966).
En 1967, les Roadrunners firent leurs débuts. En 1971, après plusieurs saisons loin de sommets, ils finirent à la seconde place de la saison régulière. Il en fut de même la saison suivante. En 1973, les Roadrunners terminèrent à la première place et remportèrent les séries éliminatoires et la Coupe Lester Patrick. La saison suivante, après une saison régulière de nouveau remportée, la franchise de l'Arizona annonça qu'elle allait intégrer l'Association mondiale de hockey. Mais avant de quitter, elle remporta une nouvelle fois le titre, le dernier avant que la ligue arrêta ses activités.

### Association mondiale de hockey
Emmené par sa star Robbie Ftorek, les Roadrunners finirent quatrième de la division Ouest, pour leur première saison. Ils furent battus en quart de finale par les Nordiques de Québec. Alex Hukul reçut le trophée Howard-Baldwin. La saison suivante, ils se qualifièrent de nouveau pour les play-off mais furent battus au premier tour par les Mariners de San Diego. La saison 1976-1977 fut plus difficile. Phoenix termina à la sixième et dernière place de la division Ouest. Cependant, Robbie Ftorek fut sacré meilleur joueur de la saison. Malgré un nombre de spectateurs croissant, la franchise avait un déficit important et fut contraint de déposer le bilan.
Les performances des Roadrunners permirent de populariser le hockey sur glace en Arizona. Dès lors, il y eut régulièrement une équipe professionnelle et, en 1996, une franchise LNH, les Coyotes de Phoenix, s'installa dans la métropole.
Plusieurs franchises reprirent le nom de l'équipe AMH. La dernière en date a évolué en ECHL de 2005 à 2009.

## Statistiques
| Saison    | PJ | V  | D  | N | BP  | BC  | Pts | Classement                    | Séries éliminatoires      |
| --------- | -- | -- | -- | - | --- | --- | --- | ----------------------------- | ------------------------- |
| 1974–1975 | 78 | 39 | 31 | 8 | 300 | 265 | 86  | 4er de la division Ouest      | 1-4 Nordiques de Québec   |
| 1975–1976 | 80 | 39 | 35 | 6 | 302 | 287 | 84  | 2e de la division Ouest       | 2-3 Mariners de San Diego |
| 1976–1977 | 80 | 28 | 48 | 4 | 281 | 383 | 60  | Derniers de la division Ouest | Non qualifiés             |

## Choix de premier tour des repêchages AMH
- 1974 : 5e choix : Dennis Olmstead, Université de Wisconsin (NCAA)
- 1975 : 9e choix : Greg Vaydik, Tigers de Medicine Hat (WCHL)
- 1976 : Pas de choix au premier tour

## Logos successifs

Logo de 1967 à 1973
Logo de 1973 à 1974